# پی‌جی اند ای

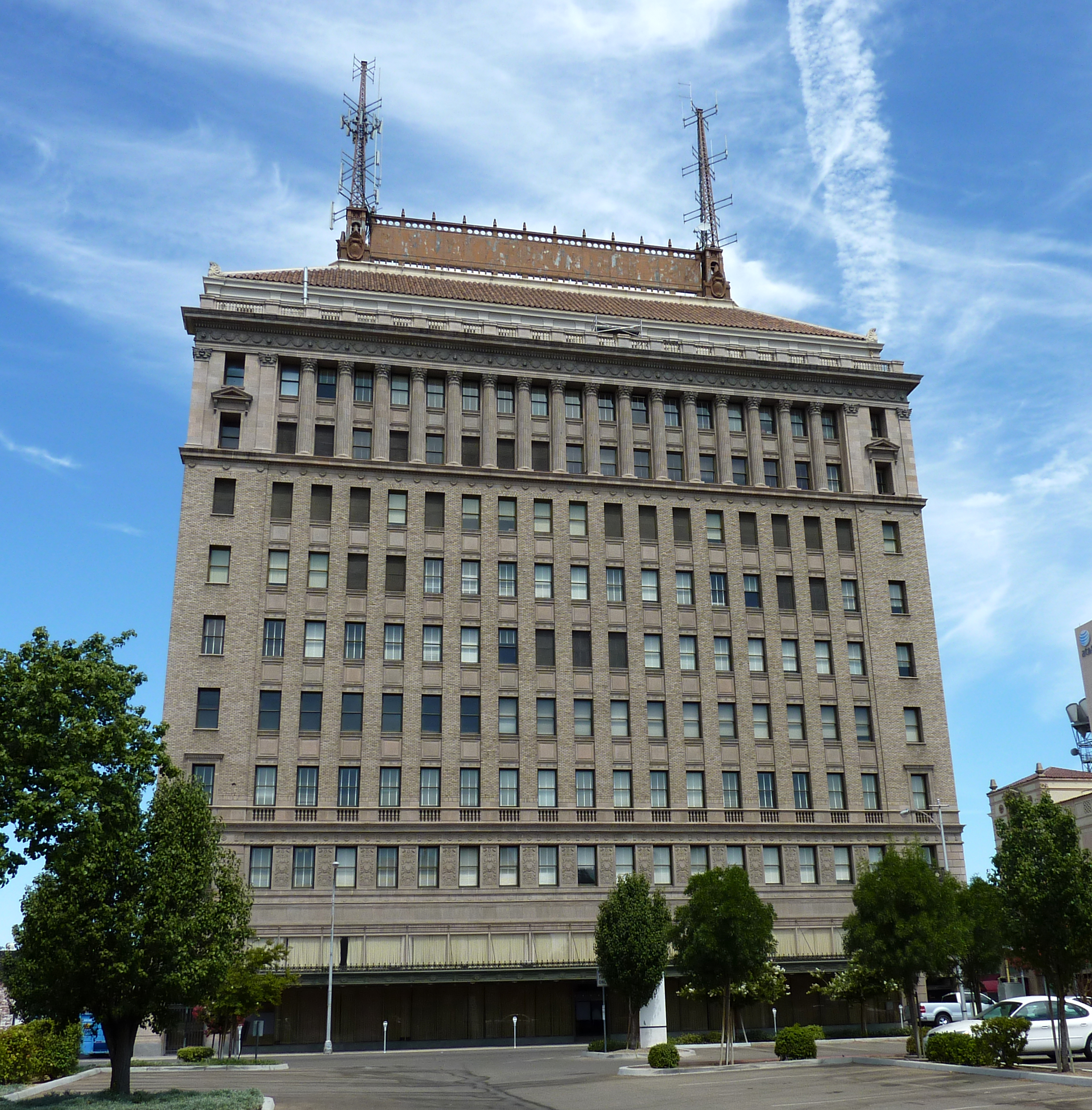
ساختمان اداری پی‌جی اند ای، در فرزنو، کالیفرنیا

پی‌جی اند ای (به انگلیسی: PG & E) که خلاصه شده پسیفیک گس اند الکترونیک می‌باشد، شرکت انرژی آمریکایی است، که در زمینه تولید، انتقال و توزیع برق، همچنین توزیع و انتقال گاز طبیعی فعالیت می‌کند.
شرکت پی‌جی اند ای در سال ۱۹۰۵ تأسیس شد و در حال حاضر بخش اعظم از ایالت‌های شمالی آمریکا را تحت پوشش قرار می‌دهد. دفتر مرکزی این شرکت در شهر سان فرانسیسکو، کالیفرنیا قرار دارد و بخشی از سهام آن در بازار بورس نیویورک معامله می‌شود.